# ヒドロキシメチルグルタリルCoA
ヒドロキシメチルグルタリルCoA（ヒドロキシメチルグルタリルコエンザイムエー、ヒドロキシメチルグルタリルコエー、3-ヒドロキシ-3-メチルグルタリルCoA、HMG-CoA）は、メバロン酸経路の中間生成物である。

## 生合成

### メバロン酸経路
HMG-CoAシンターゼによってアセチルCoAとアセトアセチルCoAから合成される。さらに、HMG-CoAレダクターゼによりメバロン酸に変換される。

### ケトン合成
また、HMG-CoAリアーゼによりアセチルCoAとアセト酢酸に分解される。

### ロイシンの代謝
HMG-CoAはロイシンの代謝にも使われ、その前駆体は3-メチルグルタコニルCoAである。